# Kamrer
Kamrer (från latinets camera, kammare, eller grekiskans kamara, valv) är en ospecificerad yrkestitel för en tjänsteman med ansvar för ekonomisk förvaltning, redovisning eller finansiella frågor.

## Historisk användning
Historiskt förekom kamrerstiteln allmänt i både näringsliv och offentlig sektor, särskilt vanlig var den inom bank- och försäkringsväsendet, i ämbetsverk och i kommunala förvaltningar. Framför allt avsågs högre tjänstemän med huvudansvar för organisationens räkenskaper, stort inflytande över dess förvaltning och inte sällan arbetsledning för övrig administrativ personal.

## Modern användning
Idag förekommer kamrerstiteln främst i bank- och försäkringssektorn, inom Svenska kyrkan samt i vissa allmännyttiga ideella föreningar och stiftelser. I övriga näringslivet har kamrer nästan helt ersatts med andra titlar, medan det i kommunal och statlig förvaltning pågår en gradvis förändring i takt med att befintliga kamrerer avgår med pension.
För tjänster med allmänt ansvar för ekonomiska frågor används titlar som ekonom, ekonomiansvarig, kontorschef och ekonomichef. I större organisationer där specialiseringen av ekonomyrket ökat har kamrerstjänsterna delats upp mellan exempelvis controller, redovisningsekonom och chef för redovisningsenheten eller liknande.
En internationell jämförelse kan göras med det brittiska och amerikanska accountant, som likt kamreren anger ett brett och ospecificerat ansvar för ekonomiska frågor. Däremot är kamrer inte synonymt med revisor, som snarare är tillsatt för att granska kamrerens arbete.